# Rosanne Cash
Rosanne Cash (Tennessee, 24 de mayo de 1955) es una cantante y compositora estadounidense. Es la hija mayor del icono de la música country Johnny Cash y su primera esposa, Vivian Liberto Cash Distin.

## Carrera
A pesar de estar considerada como una cantante de country, también toca otros estilos musicales, como folk, americana, rock, pop y blues. En 1985 obtuvo un premio Grammy por "I Don't Know Why You Don't Want Me", y ha sido nominada en otras doce categorías de estos premios. Tiene once canciones que han alcanzado lo más alto de las listas música country de los Estados Unidos, y ha obtenido dos discos de oro por sus ventas.
Su álbum de debut titulado Rosanne Cash se grabó en 1978, pero Ariola nunca lo publicó en los Estados Unidos, y ha sido desde entonces un álbum de coleccionista. Principalmente grabado y producido en Múnich, Alemania, con músicos alemanes, también incluía tres pistas grabadas en Nashville y producidas por Rodney Crowell. Aunque Cash quedó insatisfecha con el álbum, atrajo la atención de Columbia Records, quién le ofreció un contrato de registro. Empieza a tocar con la banda de Crowell, The Cherry Bombs en clubes de California. Crowell y Cash se casan en 1979.
El álbum, Right or Wrong, se publica en 1980, y produjo tres singles de éxito. El primero, "No Memories Hangin' Around", un dúo con el cantante country Bobby Bare, logró el N.º 17 en las listas country en 1979. Fue seguido por "Couldn't Do Nothing Right" y "Take Me, Take Me" en 1980. Cash, embarazada de su primer niño, era incapaz de actuar en soporte del álbum, el cual no obstante fue un éxito de la crítica. Cash y Crowell se trasladaron a Nashville en 1981.
Su carrera alcanzó un momento álgido con su álbum, Seven Year Ache, en 1981. El álbum alcanzó unas ventas considerables, recibió muy buenas críticas, y el tema del título llegó a N.º. 1 en el Billboard Country Chart, y al N.º. 22 en el Billboard Pop Chart. El álbum tuvo dos No. 1 country adicionales, "My Baby Thinks He's a Train" y "Blue Moon with Heartache", y fue certificado de Oro por la RIAA.
Su siguiente álbum, Somewhere in the Stars (1982) fue un fracaso comercial. Cash cayó en un periodo de drogodependéncia y en 1984 se sometió a tratamiento médico para abandonarla.Tres años después publica el álbum, Rhythm & Romance (1985), del que salen dos No. 1, "I Don't Know Why You Don't Want Me" y "Never Be You", y otros dos singles de éxito, "Hold On" y "Second to No One". Rhythm & Romance recibe buena acogida de la crítica por su fusión de country y pop. "I Don't Know Why You Don't Want Me" gana en 1985 el Grammy award para Best Female Country Vocal Performance; "Hold On" gana en 1987 el Robert J. Burton Award de BMI como la Most Performed Song of the Year.
En 1987 publicó el álbum mejor considerado por la crítica de su carrera, King's Record Shop. Tuvo cuatro No. 1, incluyendo una versión del tema de su padre "Tennessee Flat Top Box", las canciones de John Hiatt "The Way We Make a Broken Heart", "If You Change Your Mind" y el tema de John Stewart "Runaway Train", y se convierte en su segundo álbum de oro. En 1988 Cash graba un dueto con Crowell, "It's Such a Small World" (publicado en su álbum Diamonds & Dirt ), que también llega a No. 1 en las listas country y Cash fue nombrada Top Singles Artist of the year de Billboard.
En 1990, Rosanne lanzó el disco Interiors, donde intentó alejarse de la línea country y diversificar su estilo basculando hacia la americana. Al año siguiente, se trasladó de Nashville a Nueva York, donde siguió su carrera. En 1992 se divorció de Crowell. Desde entonces ha lanzado diversos álbumes, ha escrito dos libros y ha realizado varias giras de éxito.
Cuando tenía 18 años, su padre Johnny hizo para ella una lista de las 100 canciones que él consideraba esenciales para un cantante country. Décadas más tarde, en el año 2009, Cash ha grabado 12 de esas canciones, en el álbum The List, pagando el tributo debido a sus raíces y a su padre. El álbum presenta dúos vocales con Bruce Springsteen, Elvis Costello, Jeff Tweedy, y Rufus Wainwright.  El 9 de septiembre de 2010, la Americana Music Association nombró a The List, Álbum del Año.
Además de sus propias grabaciones, ha hecho colaboraciones como invitada en álbumes de Jeff Bridges, Rodney Crowell, Guy Clark, Vince Gill, Lyle Lovett, Mary Chapin Carpenter, Marc Cohn, The Chieftains, John Stewart, Willy Mason, Mike Doughty, y otros. También ha aparecido en álbumes de tributo a The Band, Johnny Cash, Bob Dylan, Woody Guthrie, Jimi Hendrix, John Hiatt, Kris Kristofferson, Laura Nyro, Yoko Ono, Doc Pomus, Tammy Wynette y The Power of the Heart: A Tribute to Lou Reed.
Fue interpretada, cuando era niña, por la actriz Hailey Anne Nelson en el filme Walk the Line, de 2005, que trataba sobre la vida de su padre.

## Discografía

### Álbumes
- 1978: Rosanne Cash
- 1980: Right or Wrong
- 1981: Seven Year Ache
- 1982: Somewhere in the Stars
- 1985: Rhythm & Romance
- 1987: King's Record Shop
- 1990: Interiors
- 1993: The Wheel
- 1996: 10 Song Demo
- 2003: Rules of Travel
- 2006: Black Cadillac
- 2009: The List
- 2014: The River & the Thread

### Compilaciones
- 1989 - Hits 1979 -1989
- 1995 - Retrospective
- 1996 - The Country Side
- 1998 - Super Hits
- 2003 - The Essential Rosanne Cash
- 2005 - The Very Best of Rosanne Cash